# Фоліота
Фоліота, лускатка (Pholiota) — рід грибів родини Strophariaceae. Назва вперше опублікована 1871 року.

## Опис
Гриби роду фоліота називають також лускатка, так як у багатьох з них на капелюшку помітні численні лусочки. Така лускатка звичайна (Pholiota squarrosa), росте великими групами на відмерлих і рідше на живих стовбурах листяних і хвойних порід. Рід об'єднує близько 30 видів. Ареал більшості з них чітко обмежений помірними зонами. Лише деякі види досягають тропіків і субтропіків, де рід представлений бідно. За способом харчування лускатки - переважно сапрофіти або напівпаразити на деревині. Основне їх місцепроживання - стовбури мертвих або живих дерев, хмиз, хвойна або листова підстилка, рідше грунт в лісі, місця старих вогнищ. Дуже характерно їх розташування навколо основи стовбурів живих дерев. Поза лісом серед трави вони зустрічаються рідко. Для деяких грибів характерно проживання в глибокому моху або на торф'яних болотах (Pholiota sphaleromorpha).
Капелюшок лускатки зазвичай правильної форми, м'ясистий, частіше лускатий і рідко гладкий. Він клейкий або сухий, але ніколи не змінюється від зміни вологості. Плодові тіла жовто-бурі або іржаво-бурі. Яскраво забарвлені види зустрічаються рідко. Пластини спадають по ніжці або приросли до неї. Їх забарвлення змінюється в залежності від віку від світло-жовтого до темно-бурого або іржаво-коричневого. Ніжка зазвичай центральна.
Багато грибів цього роду мають практичне значення активних руйнівників деревини або паразитів на живих, частіше ослаблених деревах (Pholiota destruens, Pholiota aurivella, Pholiota squarroso-adiposa). Ці гриби гублять і руйнують дерева в лісах і культурних насадженнях (садах, парках). У спиляних стовбурах дерев, уражених грибницею лускатки, процес руйнування деревини триває дуже активно. Попадання такої деревини в дерев'яні конструкції значно прискорює процес їх зношування.
Рід фоліота багатий хорошими їстівними грибами. До їх числа відносять Pholiota aurivella і Pholiota adiposa, що зустрічаються найбільш часто. Серед фоліота бувають гриби з неприємним запахом і смаком, але отруйних видів серед них не зазначено, так що практично їстівні майже всі ці гриби, але в більшості своїй їх не збирають, відносячи, таким чином, до числа маловідомих їстівних грибів. Один вид - Pholiota nameko - має товарне значення в Японії, де цей гриб культивують на деревині.
В Україні зустрічаються види:
- Pholiota alnicola
- Pholiota astragalina
- Pholiota aurivella
- Pholiota conissans
- Pholiota flammans
- Pholiota gummosa
- Pholiota highlandensis (Pholiota carbonaria)
- Pholiota lenta
- Pholiota lubrica
- Pholiota lucifera
- Pholiota microspora
- Pholiota scamba
- Pholiota spumosa
- Pholiota squarrosa
- Pholiota tuberculosa

## Галерея

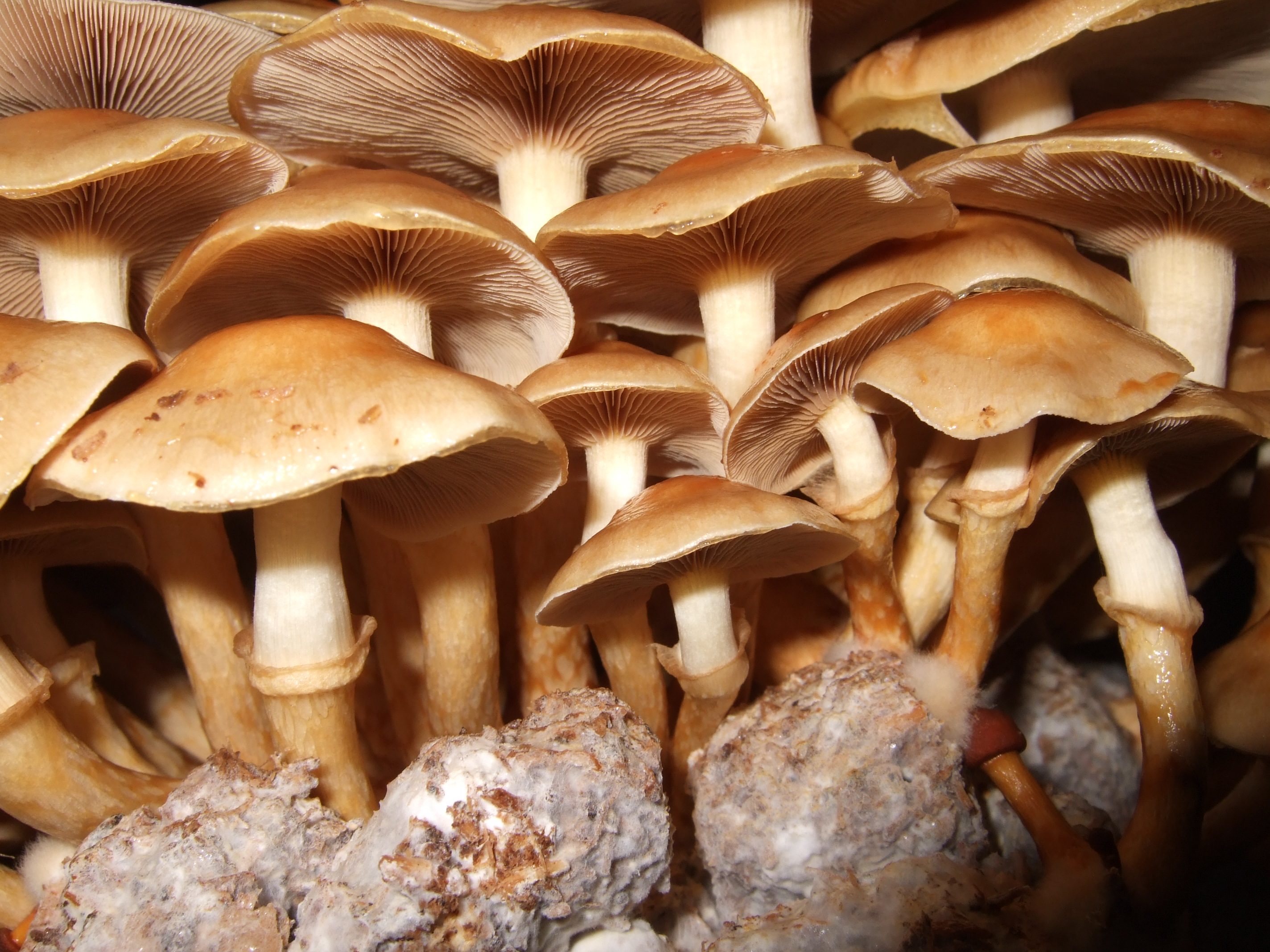
Pholiota nameko
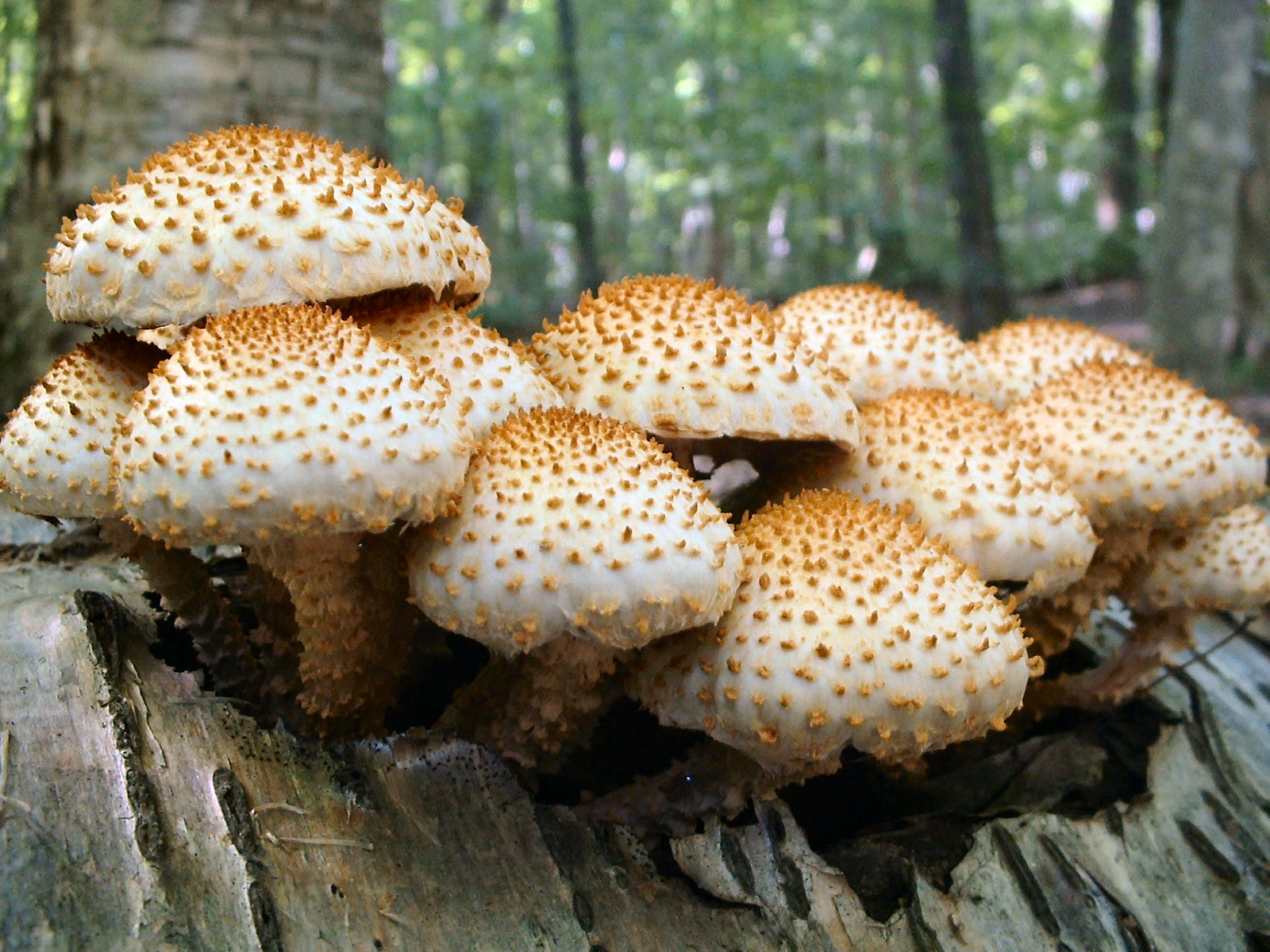
Pholiota squarrosoides
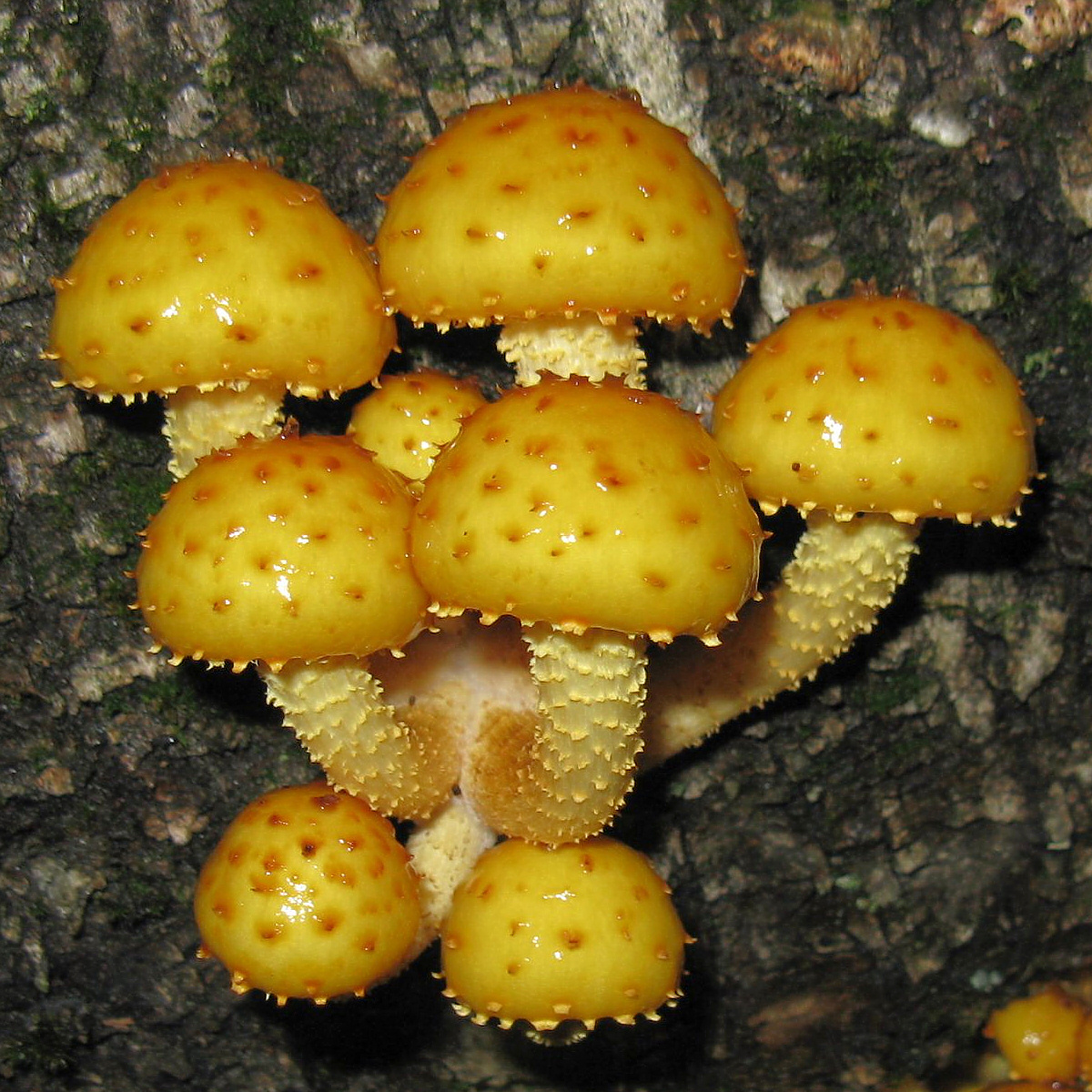
Pholiota aurivella